# Метод застиглих дзеркальних зображень

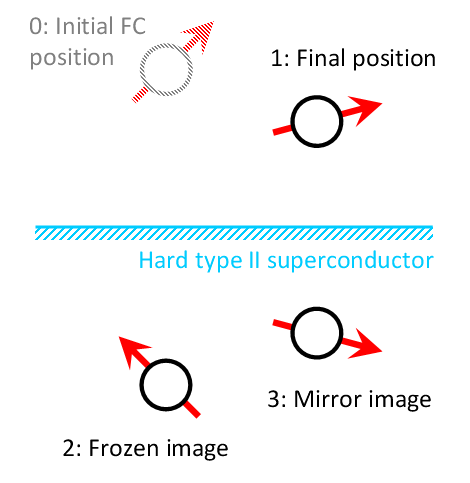
Рис. 1. Ілюстрація методу застиглих дзеркальних зображень для найпростішого випадку магнітного диполя над пласкою бескінечною поверхнею ідеально жорсткого надпровідника

Ме́тод засти́глих дзерка́льних зобра́жень (або метод заморожених зображень) є узагальненням методу дзеркальних зображень, який використовується в магнітостатиці, що поширюється на надпровідники II-го роду з сильним пінінгом . Метод допомагає розрахувати та візуалізувати розподіл магнітного поля, згенерованого магнітом (чи системою магнітів та струмів) та струмом наведеним на поверхні ідеально жорсткого надпровідника.
У найпростішому випадку магнітного диполя над пласкою бескінечною поверхнею ідеально жорсткого надпровідника (Рис. 1), сумарне магніне поле від диполя, що його було переміщено з початкового положення (при якому надпровідник було переведено у надпровідний стан) до кінцевого положення, та екранівних струмів на поверхні надпровідника є еквівалентним полю трьох магнітних диполів: самого магніту (1), його дзеркального зображення відносно поверхні надпровідника (3), положення якого змінюється відповідно до положення магніту, та застиглого (вмороженого) зображення (2), що є дзеркальним до початкового положення магніту, але зі зворотнім магнітним моментом.
Цей метод добре працює для масивних високотемпературних надпровідників (ВТНП), яким притаманні сильний пінінг та висока густина критичного струму, та виявився корисним для розрахунків надпровідних магнітних  підшипників та накопичувачів енергії, поїздів на магнітній подушці (MAGLEV)  та інших левітаційних систем.

## Дивись також
- Метод дзеркальних зображень
- Магнітна левітація
- Ідеально жорсткий надпровідник
- Високотемпературна надпровідність

## Демонстрації
- Надпровідна левітація з сильним пінінгом (демонстраційні ролики)
- Магнітна (надпровідна) левітація (YouTube)